# Philoponella wuyiensis
Philoponella wuyiensis är en spindelart som beskrevs av Xie et al. 1997. Philoponella wuyiensis ingår i släktet Philoponella och familjen krusnätsspindlar. Inga underarter finns listade i Catalogue of Life.